# Emmanuel Mahop
Emmanuel Mahop (Duala, 3 de enero de 1995) es un futbolista camerunés que juega en la demarcación de delantero para el Canon Yaoundé de la Primera División de Camerún.

## Selección nacional
El 24 de marzo de 2023 hizo su debut con la selección de fútbol de Camerún en un encuentro contra Namibia que finalizó con un resultado de empate a uno tras el gol de Olivier Kemen para Camerún, y de Peter Shalulile para Namibia.

## Clubes
| Club                  | País              | Año       | Partidos | Goles |
| --------------------- | ----------------- | --------- | -------- | ----- |
| Fovu Baham            | Camerún           | 2018      |          | 0     |
| Hacía Club de Mbedumu | Guinea Ecuatorial | 2019      | 15       | 33    |
| Akonangui FC          | Guinea Ecuatorial | 2020-2022 |          |       |
| Canon Yaoundé         | Camerún           | 2021-     |          | 13    |